# (300103) 2006 UW269
(300103) 2006 UW269 es un asteroide perteneciente al cinturón de asteroides, descubierto el 27 de octubre de 2006 por el equipo del Spacewatch desde el Observatorio Nacional de Kitt Peak, Arizona, Estados Unidos.

## Designación y nombre
Designado provisionalmente como 2006 UW269.

## Características orbitales
2006 UW269 está situado a una distancia media del Sol de 3,090 ua, pudiendo alejarse hasta 3,219 ua y acercarse hasta 2,961 ua. Su excentricidad es 0,041 y la inclinación orbital 10,60 grados. Emplea 1984,76 días en completar una órbita alrededor del Sol.

## Características físicas
La magnitud absoluta de 2006 UW269 es 15,6.